# EAM (Energieversorger)
Die EAM GmbH & Co. KG ist ein regionales Energieversorgungsunternehmen mit Geschäftssitz in Kassel. Das Geschäftsgebiet hat eine geografische Fläche von etwa 12.000 Quadratkilometer und erstreckt sich über weite Teile Hessens, Südniedersachsen und Teile von Nordrhein-Westfalen, Thüringen und Rheinland-Pfalz. Das Leistungsspektrum der EAM-Gruppe umfasst neben dem Betrieb von Strom-, Gas- und Wassernetzen den Vertrieb von Ökostrom- und Erdgasprodukten. Außerdem treibt sie den Ausbau der erneuerbaren Energien in der Region voran, bietet energiewirtschaftliche Dienstleistungen an und ist im Geschäftsfeld Telekommunikation aktiv. Die EAM beschäftigt rund 1.700 Mitarbeiterinnen und Mitarbeiter an 20 Standorten.

## Geschichte
Unter dem Namen Elektrizitäts-Aktiengesellschaft Mitteldeutschland – so lautete der ursprüngliche Name der EAM – wurde das Unternehmen am 6. September 1929 durch den Zusammenschluss mehrerer kommunaler Stromversorgungsunternehmen und der damaligen Preußischen Elektrizitäts AG (heute E.ON SE) gegründet. 2002 übernahm die damalige E.ON Energie AG, die bis dahin 46 Prozent des Aktienkapitals gehalten hatte, weitere EAM-Aktien von kommunalen Anteilseignern und erhöhte ihren Anteil auf 73,34 Prozent. Die restlichen Anteile hielten weiterhin die Stadt Göttingen und zwölf Landkreise. Im Jahr 2005 wurde die EAM in E.ON Mitte AG umbenannt. Im Dezember 2013 haben die kommunalen Anteilseigner sämtliche Geschäftsanteile von E.ON zurückerworben, so dass die Gesellschaft seither zu 100 % kommunal ist. Sie tritt seit dem 28. März 2014 wieder unter dem alten Firmennamen EAM auf. Grund für den Rückkauf der Geschäftsanteile war die Bestrebung, die erwirtschafteten Überschüsse nicht an den Mutterkonzern E.ON fließen zu lassen, sondern in der Region zu behalten. Geschäftsführer der EAM sind Olaf Kieser und Hans-Hinrich Schriever.

## Struktur
Kommunale Gesellschafter der EAM waren von Beginn an zwölf Landkreise und die Stadt Göttingen (sortiert nach der Höhe der Beteiligung):
- Landkreis Northeim (inkl. Stiftungen)
- Stadt Göttingen
- Landkreis Kassel
- Schwalm-Eder-Kreis
- Landkreis Hersfeld-Rotenburg
- Landkreis Göttingen
- Lahn-Dill-Kreis
- Landkreis Marburg-Biedenkopf
- Werra-Meißner-Kreis
- Main-Kinzig-Kreis
- Landkreis Eichsfeld
- Kreis Höxter
- Landkreis Waldeck-Frankenberg

Im Dezember 2014 beteiligten sich 109 Städte und Gemeinden mit insgesamt 35,3 % an der EAM. Damit verfügte die EAM ab Dezember 2014 zunächst über insgesamt 122 Eigentümer. Im Dezember 2015 wurde die letzte Stufe des Rekommunalisierungsprozesses vollzogen: Weitere neun Städte und Gemeinden aus Hessen und Südniedersachsen sowie zusätzlich neun Ortsgemeinden aus dem Landkreis Altenkirchen in Rheinland-Pfalz übernahmen über Sammel- und Vorschaltgesellschaften zum Jahresende 2015 Anteile an dem Unternehmen. Die EAM hatte damit insgesamt 126 Anteilseigner. Im September 2019 ist ein Anteilseigner ausgeschieden. Im September 2020 kamen zwei weitere Kommunen hinzu. Damit hat die EAM 127 Anteilseigner. Das sind zwölf Landkreise aus Hessen, Südniedersachsen, Ostwestfalen und Westthüringen sowie die Stadt Göttingen, die zusammen über 61,9 % der Anteile verfügen. Die restlichen 38,1 % der Anteile halten 113 Städte und Gemeinden sowie der Zweckverband EAM Beteiligung im Landkreis Altenkirchen, dem 30 Ortsgemeinden aus Rheinland-Pfalz beigetreten sind.

## Netzbetrieb
Das Netzgeschäft der EAM wird seit Juni 2014 von der EAM Netz GmbH (früher EnergieNetz Mitte GmbH) verantwortet. Das Strom- und Erdgasnetz  Tochtergesellschaft erstreckt sich über eine Länge von rund 50.000 Kilometer. Zu den Versorgungseinrichtungen im Stromnetz gehören 71 Umspannwerke und mehr als 6.300 Schalt- und Ortsnetzstationen sowie im Erdgasnetz 71 Übernahmestationen und 283 Gas-Bezirksregelanlagen. Weiterhin bietet das Unternehmen ein breites Spektrum energienaher Dienstleistungen und Services an, beispielsweise im Bereich der Straßenbeleuchtung oder der Planung und Betriebsführung von Versorgungsnetzen sowie bei der Wasserver- und Abwasserentsorgung. Seit dem 6. April 2020 firmiert die Netzgesellschaft als EAM Netz GmbH.

## Strom- und Gasvertrieb
Über ihre Tochtergesellschaft EAM Energie GmbH werden seit Juli 2014 Ökostrom-, Heizstrom- und Erdgasprodukte angeboten. Die EAM Energie GmbH war bis Juni 2024 ein gemeinsames Unternehmen der EAM und der Städtische Werke AG, Kassel, die beide jeweils 50 % der Anteile hielten, bis die EAM die restlichen Anteile übernahm.
Alle Stromprodukte stammen vollständig aus regenerativen Quellen. Dies wird von der Bundesnetzagentur zusammen mit dem Umweltbundesamt regelmäßig überwacht.

## Windenergie
Die EAM projektiert Windparks von der ersten Idee bis zur fertigen Umsetzung. Die Kooperationspartner sind im Wesentlichen Kommunen und regionale Energiegenossenschaften. Größere, bereits in Betrieb befindliche Windparks sind der Windpark Lahn-Dill-Bergland Mitte (Landkreis Marburg-Biedenkopf und Lahn-Dill-Kreis), der Windpark „Die Gleiche“ mit sechs Windkraftanlagen in den Kommunen Ottrau und Schrecksbach (Schwalm-Eder-Kreis) und der Windpark Schwarzenberg im Landkreis Marburg-Biedenkopf mit neun Windkraftanlagen.

## Verwertung von Biomasse
In Kirchhain-Stausebach (Landkreis Marburg-Biedenkopf) wird ein Biomassezentrum unterhalten. Jährlich werden dort rund 25.000 Tonnen Bio- und Grünabfälle und mehr als 5.000 Tonnen holzige Biomasse verwertet. In einer separaten Nassvergärungs-Anlage für nachwachsende Rohstoffe werden pro Jahr rund 15.000 Tonnen Mais-, Gras- und Ganzpflanzensilage vergärt. Das in beiden Anlagen erzeugte Biogas wird am Standort auf Erdgasqualität aufbereitet und in das Erdgasnetz eingespeist.

## Elektromobilität
Das Unternehmen bietet E-Ladesäulen in der Region an. Insgesamt betreibt das Unternehmen 126 Ladesäulen. Darunter sind 14 Hochleistungs-Schnellladesäulen.

## Telekommunikation
Bis Juni 2024 hielt die EAM 50 % der Anteile an der Netcom Kassel Gesellschaft für Telekommunikation. Weitere 50 % gehörten der Kasseler Verkehrs- und Versorgungs-GmbH (KVV), die im Juni 2024 die restlichen Anteile übernahm. Die Netcom Kassel bietet Privat- und Geschäftskunden Telekommunikationsdienstleistungen sowie Festnetz- und Internetprodukte an. Ein Ziel ist es, die Infrastruktur für eine flächendeckende Internetversorgung mit hoher Bandbreite für die ländlichen Gebiete in Nordhessen aufzubauen. Das dazu erforderliche Netz wird derzeit in fünf nordhessischen Landkreisen von der Breitband Nordhessen GmbH errichtet. Die Netcom Kassel installiert anschließend die Komponenten für den Betrieb des Breitbandnetzes und bietet ihre Telekommunikationsdienste an.

## Wirtschaftsdaten
Im Geschäftsjahr 2023 leisteten die Unternehmen der EAM-Gruppe innerhalb ihres Geschäftsgebiets einen Wertbeitrag in Höhe von 316 Millionen Euro, der in der Region verbleibt. Dieser setzt sich im Wesentlichen aus Löhnen und Gehältern, Aufträgen an Firmen im Versorgungsgebiet, Konzessionszahlungen für Städte und Gemeinden, Ergebnisverteilung an kommunale Gesellschafter sowie Gewerbesteuerzahlungen zusammen. Die Umsatzerlöse der gesamten EAM-Gruppe lagen im Jahr 2023 bei 1,246 Milliarden Euro. Der Jahresüberschuss der EAM GmbH & Co. KG betrug 53 Millionen Euro.